# Nicole Gautier
Nicole Gautier est une directrice de théâtre et enseignante française née en 1943 à Paris.

## Biographie

### Enfance et études
Nicole Gautier naît en 1943 à Paris mais grandit à Besançon, où elle enseigne l'histoire et la géographie. Elle travaille au sein d'associations telles que les Jeunesses musicales de France et le festival de musique de Besançon.

### Carrière
En 1980, elle rejoint l'Office national de diffusion artistique dirigé par Philippe Tiry, pour lequel elle sillonne la France pendant dix ans pour évaluer l'état de la création et des réseaux de diffusion des compagnies artistiques.
En 1990, elle est sollicitée par les responsables de la Cité internationale universitaire de Paris pour redynamiser le Théâtre de la Cité internationale à Paris. Sous sa direction, le théâtre retrouve son dynamisme en accueillant divers genres artistiques tels que le théâtre, la danse, le cirque, les marionnettes et les performances. Nicole Gautier supervise également la rénovation des trois salles du théâtre : la Resserre, la Galerie et le Grand Théâtre. Elle attire un public varié grâce à une programmation innovante. En 2015, elle demande avec Pascale Henrot la nomination d'un médiateur pour le théâtre. 